# Racing Club olympique agathois
 (avril 2024).
Si vous disposez d'ouvrages ou d'articles de référence ou si vous connaissez des sites web de qualité traitant du thème abordé ici, merci de compléter l'article en donnant les références utiles à sa vérifiabilité et en les liant à la section « Notes et références ».
 (avril 2024).
Maillots
Actualités
Le Racing Club olympique agathois est un club de football français fondé en 1904 sous le nom de Racing Club agathois et situé à Agde.
Fondé par Louis Sanguin, un jeune garçon de 14 ans en 1904, le club devient dès l'après Seconde Guerre mondiale une valeur sure de la région ne quittant que très rarement l'élite du football régional. C'est dans les années 1990 que le club décolle en remportant le titre de Champion du Languedoc lui permettant d'atteindre la Division 4, puis la Division 3. En 1999, le RCA absorbe le Football Olympique gathois, fondé en 1987, et adopte ainsi définitivement son nom actuel et monte dans la foulée en CFA où le club va se stabiliser durant de nombreuses saisons. En 2012, le club est rétrogradé administrativement en championnat de France amateur 2 luttant régulièrement pour son maintien sans jamais espérer pouvoir remonter à l'échelon supérieur.
Le club évolue en National 3 depuis la saison 2012-2013 après avoir été rétrogradé administrativement de CFA en 2012.
Le club évolue principalement au stade Louis-Sanguin, bien qu'il y ait la possibilité de jouer dans d'autre stade, comme au complexe Daniel Rivalta ou au stade Michel-Millet.

## Histoire

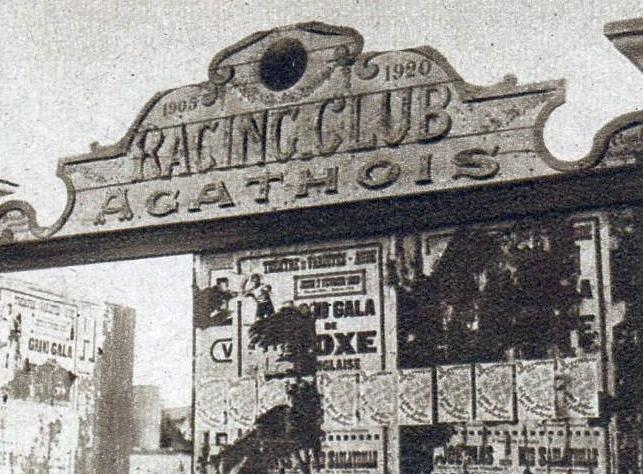
Le fronton du Racing Club Agathois, en 1929.

L'histoire du Racing Club Agathois débute en 1904, lorsque plusieurs jeunes footballeurs agathois décident de se regrouper au sein d'une association sportive. Parmi eux, se trouve un certain Louis Sanguin, âgé seulement de 14 ans et qui va devenir le premier président du RCA, sous l'égide d'un propriétaire viticulteur, Arthur Redon alors âgé de 45 ans. Afin de rendre possible cette création, ces jeunes joueurs vote les statuts d'un club de football dont l’article 3 précise que tout membre du bureau doit être âgé d’au moins 14 ans et obtenir le consentement de ses parents. C'est ainsi que le 26 janvier 1905, le Racing Club agathois est enregistré officiellement à l’Union des sociétés françaises de sports athlétiques (USFSA).
Après de nombreuses années disputées dans les divisions de district, de la Ligue de la Méditerranée puis de la Ligue du Languedoc-Roussillon, c'est à partir de 1990 que le club commence à gravir les échelons nationaux, pour se stabiliser en championnat de France amateur. En 1999, le RCA en pleine ascension, absorbe le Football Olympique Agathois, fondé en 1987, et adopte ainsi définitivement son nom actuel.
Malgré tout, le club atteint à quatre reprises les seizièmes de finale de la coupe de France en 1937, 1964, 2003 et 2006.
En 2012, alors que le club connait des difficultés financières, la DNCG décide de rétrogradé administrativement le club d'une division afin de lui permettre d'assainir ses comptes. En 2015 le club connait une relégation sportive en terminant à la 12e place de son groupe de CFA 2 mais est sauvé grâce à plusieurs rétrogradations administratives et se maintient ainsi au niveau des championnats nationaux.
En août 2019, après de longues années en tant que vice président, Jean-Michel Oltra et son fils Olivier Oltra reprennent la direction du club. Ils finiront la saison 2019-2020 à la troisième place du National 3 d'Occitanie.

## Image et identité
Les couleurs du clubs sont le rouge et le noir, qui sont les couleurs historiques du club.
Lors de la fusion entre le Racing Club agathois et le Football Olympique agathois, en 1999, un nouveau logo est créé en fusionnant les deux anciens blasons.

Ancien logo du club (-2020).
Logo depuis 2020.

## Résultats sportifs

### Palmarès
Le tableau suivant liste le palmarès du club dans les différentes compétitions officielles.
| Compétitions nationales | Compétitions régionales                                            |
| - Championnat de France de Division 4 (D4) - Vainqueur de groupe : 1992 - Championnat de France amateur 2 (D5) - Vainqueur de groupe : 2000 et 2008 | - Division d'Honneur du Languedoc-Roussillon (1) - Champion : 1991 |

## Stades
| \| Stade Louis Sanguin \| Emplacement des différents · stades à Agde. |
| Stade Louis Sanguin                                                   |

Le stade principal du club est le stade Louis Sanguin. Il est situé dans le Complexe sportif des 7 Fonts à Agde.
Les dirigeants utilisent également comme terrain, le stade Daniel Rivalta situé sur le boulevard Jean Monnet et le stade Michel Millet situé sur le chemin de Notre Dame à Saint-Martin.

## Personnalités

### Joueurs
Plusieurs joueurs du club ont eu une carrière professionnelle :
| - Karim Azamoum - Affo Érassa - Claude Quéry - Florian Lejeune | - Florian Raspentino - Rudy Riou - Ludovic Sané - Marley Aké |  |

### Entraîneurs et présidents
Il y a eu plusieurs présidents à la tête du club depuis sa création. Le club a connu également plusieurs entraîneurs qui se sont succédé tout au long de ces années.
| Nom                    | Période   |
| ---------------------- | --------- |
| René Dedieu            | 1946-1951 |
| François Szego         | 1962-1969 |
| Raymond Cicci          | 1969-1973 |
| John Roach             | 1978-1979 |
| André Guttierez        | 1980-1981 |
| Slobodan Milosavljević | 1987-1988 |
| Yves Brécheteau        | 1992-1996 |
| Lionel Richard         | ....-2004 |
| Thierry Villa          | 2004-2015 |
| Philippe Viguier       | 2015-2017 |
| Chirstopher Magalhaes  | 2017-2018 |
| Lionel Richard         | 2018-2021 |
| Jean-Bernard Reboul    | 2021-     |

| Nom               | Période    |
| ----------------- | ---------- |
| Louis Sanguin     | 1904-....  |
| Georges Cléophas  | ....-.2015 |
| Laurent Brugirard | 2015-2019  |
| Jean-Michel Oltra | 2019-      |